# Amblyocarpum
Amblyocarpum là một chi thực vật có hoa trong họ Cúc (Asteraceae).

## Loài
Chi Amblyocarpum gồm các loài: